# ルートきっぷ
ルートきっぷとは、一枚の切符で全日本空輸(全日空・ANA)の路線を3区間搭乗可能な、普通運賃扱いの経由切符である。八丈島ルートは3歳以上、そのほかは12歳以上から利用可能である。なお、2008年4月以降は設定されていない。
本来は便数が少なくて乗継が不便な利用客を救済するためのものであるが、3区間を利用するにもかかわらず2区間同等の運賃で済むため、2007年末までは八丈島ルートが「マイル修行僧」に多用されていた。

## 利用可能区間
以下の区間で利用できた（出発地は該当空港のいずれでも可）。
- 八丈島ルート （羽田 - 大島 - 八丈島 - 羽田）
- 佐賀ルート （羽田 - 佐賀 - 大阪 - 東京）
- 萩・石見ルート （東京 - 大阪 - 萩・石見 - 羽田）
- 根室中標津ルート （羽田 - 根室中標津 - 札幌 - 東京）

※東京は羽田空港か成田空港、大阪は伊丹空港か、神戸空港、関西国際空港、札幌は新千歳空港か丘珠空港